# Wohn- und Geschäftshaus Alt Fermersleben 43

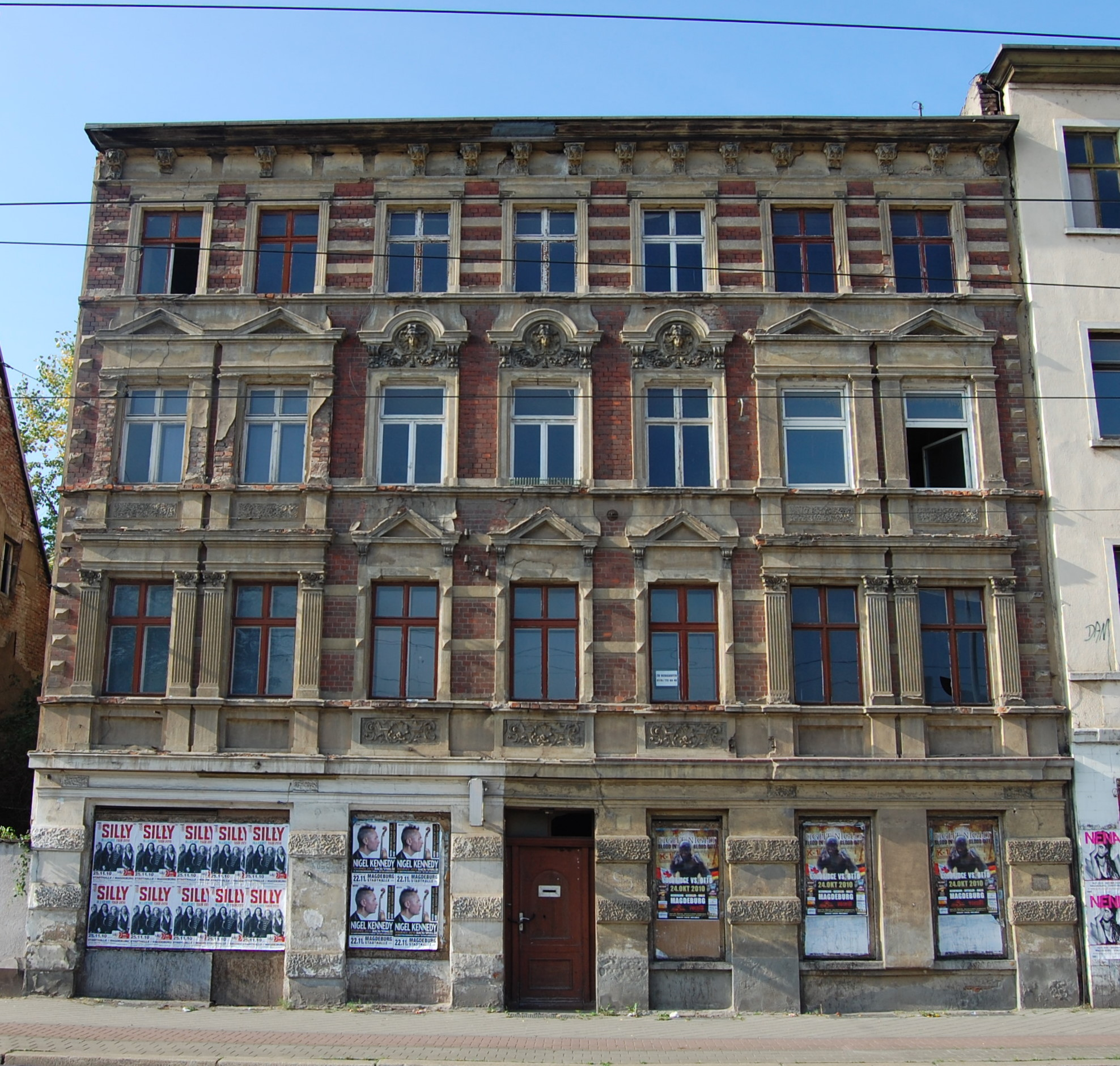
Alt Fermersleben 43

Das Wohn- und Geschäftshaus Alt Fermersleben 43 ist ein denkmalgeschütztes Gebäude im Magdeburger Stadtteil Fermersleben. Etwas weiter nördlich befindet sich das ähnlich gestaltete Wohn- und Geschäftshaus Alt Fermersleben 41.

## Architektur und Geschichte
Der viergeschossige, das Straßenbild prägende Bau entstand etwa 1890. Bis zur Eingemeindung Fermerslebens nach Magdeburg im Jahr 1910 trug das Gebäude die Adresse Schönebecker Straße 33. Die palazzoartige siebenachsige Fassade des aus Ziegeln errichteten Hauses ist im Stil der Neorenaissance ausgeführt und repräsentativ gegliedert. Während das Erdgeschoss rustiziert ist, verfügt das erste Obergeschoss über dreieckige Fensterüberdachungen. Die Fenster des zweiten Obergeschosses haben Überdachungen in Form von Segmentbögen. Die an den Seiten der Frontfassade befindlichen Fensterachsen verfügen über eine Ädikularahmung.
Die Unterschutzstellung erfolgte unter dem Aspekt, dass das Gebäude als typisches gründerzeitliches Vorstadthaus anzusehen ist, dessen historische Fassadenwirkung noch weitgehend erhalten ist.
Anfang des 20. Jahrhunderts wird als Eigentümer der in der Parterre des Gebäudes wohnende Schlosser Wilhelm Ebeling geführt der dort auch eine Konfitürenhandlung betrieb, die später als Zuckerhandlung firmierte. Ende der 1930er Jahre war die Witwe Anna Ebeling Eigentümerin. Das Konfitürengeschäft wurde von einer Firma H. Duckstein & Sohn fortgeführt. In dem anderen Laden betrieb Karl Krämer einen Uhren-, Gold- und Silberwarenhandel. In der Nachkriegszeit ist der Elektromonteur Erwin Dreyer Eigentümer des Hauses. Derzeit (Stand 2011) steht das Gebäude leer und ist dringend sanierungsbedürftig. Der Eigentümer sucht einen Käufer.